# Harmoniella chrysocephalus
Harmoniella chrysocephalus är en svampart som beskrevs av V.N. Boriss. 1981. Harmoniella chrysocephalus ingår i släktet Harmoniella, divisionen sporsäcksvampar och riket svampar.   Inga underarter finns listade i Catalogue of Life.